# 事務所衛生基準規則
事務所衛生基準規則（じむしょえいせいきじゅんきそく、昭和47年9月30日労働省令第43号）は、事務所の衛生基準を定めた厚生労働省令である。
労働安全衛生法に基づき定められたものである。
本規則は次のような構成になっている。
- 第1章 総則（第1条）
- 第2章 事務室の環境管理（第2条―第12条）
- 第3章 清潔（第13条―第18条）
- 第4章 休養（第19条―第22条）
- 第5章 救急用具（第23条）
- 附則